# Ellen Gates Starr
Ellen Gates Starr (Laona, Illinois, 19 de març de 1859 - Nova York, 10 de febrer de 1940), fou una activista educadora. Amb Jane Addams, funda la Hull House de Chicago, un centre d'educació per a adults, el 1889; que s'estengué a 13 edificis del veïnat.

## Biografia

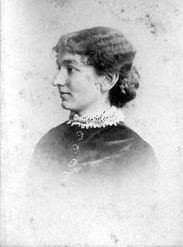
Ellen Gates Starr, ca. 1890

Ellen Gates Starr naix el 19 de març del 1859 a Laona, Illinois; sos pares foren Caleb Allen Starr i Susan Gates.
De 1877 a 1878, Starr assistí al Seminari Femení de Rockford, on conegué Jane Addams. Abandonà l'escola per problemes econòmics; Starr ensenyà durant deu anys a Chicago.

## Treball de reforma social
Amb Addams feren en una gira per Europa el 1888. Mentre eren a Londres, la parella s'inspirà en l'èxit del moviment settlement anglés i decidí establir un assentament social semblant a Chicago. De tornada al 1889, cofunden la Hull House com un jardí d'infants i després una guarderia, un centre d'atenció infantil i un centre d'educació contínua per a adults. El 1891, Starr crea la Butler Art Gallery com la primera addició a la mansió Hull. Viatja a Anglaterra per a estudiar amb el famós enquadernador T. J. Cobden-Sanderson. Emprén una classe d'enquadernació a la casa de l'assentament el 1898, seguida d'una escola de negocis d'arts i oficis.
També importà el moviment Arts and Crafts a Chicago. El 1894, funda la Societat d'Art de les Escoles Públiques de Chicago amb l'ajut del Club de Dones de Chicago. L'objectiu n'era proporcionar obres d'art i reproduccions de bona qualitat, per a promoure l'aprenentatge en les escoles públiques. Starr fou la presidenta de la societat fins al 1897, quan funda la Societat d'Arts i Oficis de Chicago.
Participa en la campanya per a reformar les lleis sobre el treball infantil i les condicions laborals a Chicago. Fou membre de la Women's Trade Union League i ajudà a organitzar les obreres de la confecció en vaga el 1896, 1910 i 1915. Estava, però, en contra de la industrialització; idealitzava el sistema de gremis de l'edat mitjana i més tard el Moviment d'Arts i Oficis.
Fou arrestada en una vaga en un restaurant. Als barris baixos de Chicago, va ensenyar als infants que no podien accedir a l'educació escolar.

## Vida personal
Faderman pensa que Starr fou el "primer vincle seriós" d'Addams. L'amistat entre les dues durà molts anys i visqueren juntes. Addams escrigué a Starr: "Estimem-nos les unes a les altres, en les verdes i en les madures, i cerquem la salvació". La directora del Museu Hull-House de la Universitat d'Illinois de Chicago, Lisa Lee, argumenta que era una relació lèsbica. Brown creu que les dues poden ser considerades lesbianes si se les veu com a "dones amants de les dones", tot i que no hi haja evidència que foren parella sexual. La intensitat de la relació decresqué quan Addams conegué Mary Rozet Smith (que havia estat estudiant de Starr a l'escola de Miss Kirkland). Després aquestes dues dones visqueren juntes.
Starr entrà en l'Església episcopal el 1883. El 1894 era membre de la Societat de Companys de la Santa Creu, una societat d'oració de dones episcopals que combinava l'oració amb l'educació i l'activisme per la justícia social. Fundat per Emily Malbone Morgan, els companys tenien reformadors influents per tots els Estats Units, com ara Vida Scudder i Mary Simkhovitch. Els companys es reunien cada estiu en un retir d'una setmana.

## Vida posterior
Malgrat que Starr s'interessà pel catolicisme romà durant anys, només el 1920, quan pensava que l'Església estava ensenyant la justícia social, s'hi convertí. El seu treball en campanyes contra el treball infantil trobà molta oposició dins de l'Església.
El 1929, les complicacions causades per extirpar-se un abscés espinal la deixaren paralitzada de cintura cap avall. El 1931, greument malalta, Starr es retira a un convent catòlic de Suffern, Nova York, on l'atén la Societat del Sant Nen Jesús, tot i que no era membre d'aquesta comunitat religiosa.
Mor al convent el 10 de febrer del 1940.